# Moab
|  | Per a altres significats, vegeu «Moab (desambiguació)». |

Al Gènesi, capítol dinou, Moab (hebreu: מוֹאָב בן-הָרָן, Môāb ben Lot‎; àrab: مؤاب بن لوط, Muʾāb ibn Lūṭ) és el fill de la relació entre Lot i la seva pròpia filla gran, així Lot era el seu pare i el seu avi. Moab era germà de Benammí, que Lot havia tingut amb una altra filla.
Al mateix capítol s'explica que Lot, després de la destrucció per Déu de Sodoma i Gomorra, va refugiar-se a les muntanyes amb les seves dues filles. La gran li va dir a la petita: "El nostre pare ja és vell, però no tenim altre home. Embriaguem-lo i ens fiquem al llit amb ell a veure si tenim descendència". La gran s'hi va allitar, sense que el pare se n'adonés. Al dia següent ho va fer la filla petita després d'emborratxar-lo també, sense que el pare ho advertís. Les dues filles van tenir descendència.